# Marshallais
Le marshallais est une langue océanienne du sous-groupe micronésien, appartenant à la grande famille des langues austronésiennes. C'est la langue vernaculaire des îles Marshall.
Il y a deux dialectes principaux : le ratak et le ralik qui correspondent aux deux archipels majeurs.
Le marshallais compte environ 61 000 locuteurs.

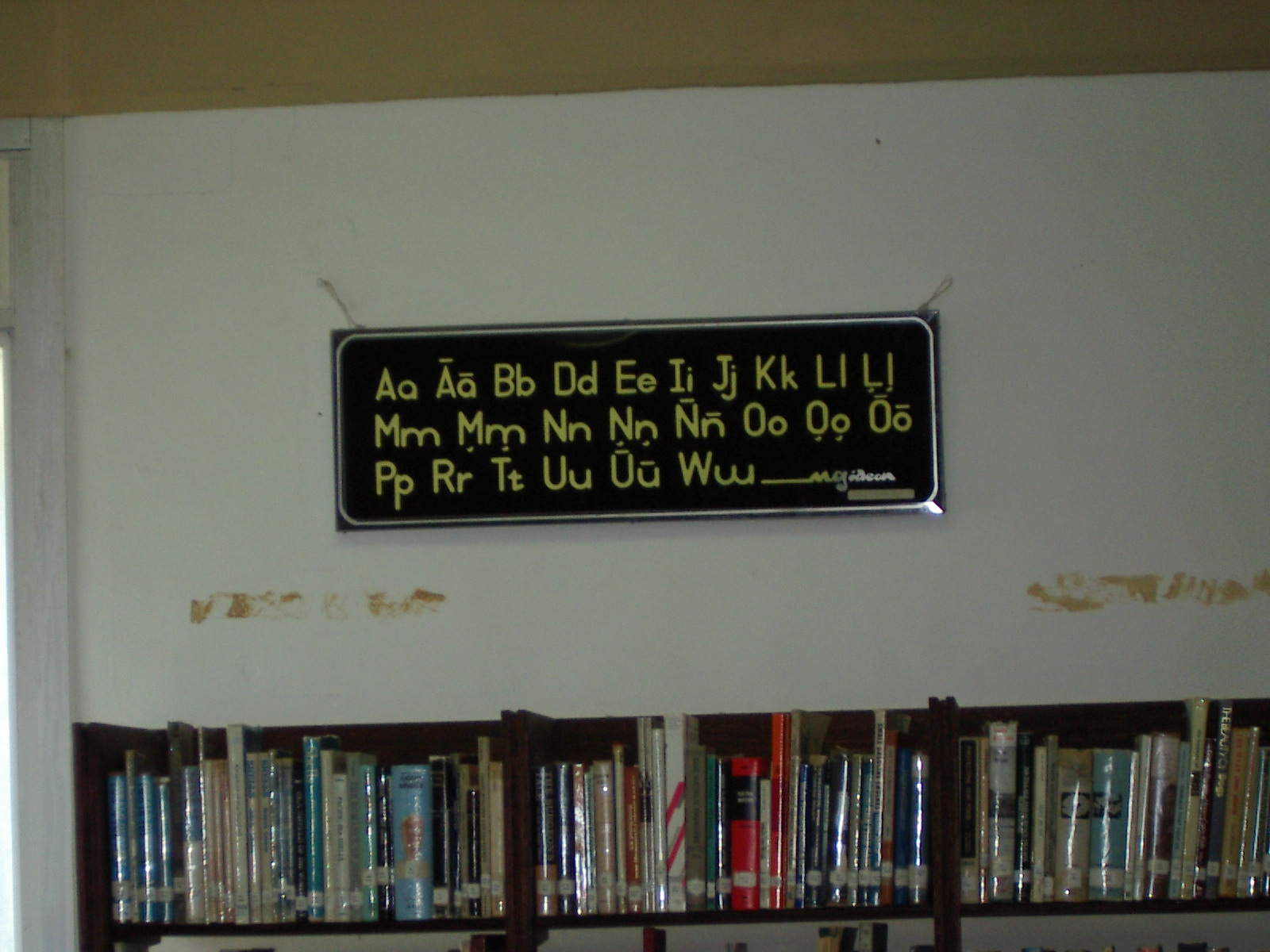
L’alphabet marshallais à la bibliothèque de Delap-Uliga-Darrit

## Classification
Le marshallais est une langue austronésienne, du groupe des langues océaniennes, plus précisément de la branche micronésienne. Elle peut également être classée dans les langues de la Micronésie nucléaire.

## Répartition géographique
Cette langue micronésienne est parlée aux îles Marshall (où elle est la langue vernaculaire et l'une des deux langues officielles avec l'anglais)  et dans les communautés émigrées (notamment à Nauru et aux États-Unis).

## Écriture
| Majuscules | A | Ā | B | D | E | I | J | K | L | Ļ / Ḷ | M | M̧ / Ṃ | N | Ņ / Ṇ | N̄ | O | O̧ / Ọ | Ō | P | R | T | U | Ū | W |
| Minuscules | a | ā | b | d | e | i | j | k | l | ļ / ḷ | m | m̧ / ṃ | n | ņ / ṇ | n̄ | o | o̧ / ọ | ō | p | r | t | u | ū | w |

Les lettres avec une cédille sont écrites avec un point souscrit dans le Marshallese-English Online Dictionary.

## Vocabulaire
| aelōn̄         | [ɑ̯ɑ͡æelʲe͡ɤŋ]                 | Atoll (le mot peut désigner une île en général)                 |
| ej et am̧ mour | [ɛ̯ɛzʲ e̯e͡ɤdˠ ɑ̯ɑ͡æmʲ mʲe͡ou͡ɯrˠ] | Comment vas-tu ?                                                |
| em̧m̧an         | [ɛ̯ɛ͡ʌmˠːɑ͡ænʲ]                | C'est bon.                                                      |
| enana         | [ɛ̯ɛnʲæ͡ɑɑ̯nʲæ͡ɑɑ̯]              | C'est mauvais                                                   |
| io̧kwe; yokwe  | [i̯æ͡ɒɡʷɔ͡ɛɛ̯]                  | Bonjour et au revoir. Expression comparable à aloha en hawaïen. |
| irooj         | [i̯i͡ɯrˠɤ͡oː͡etʲ]               | Iroij, chef de clan dans la culture marshallaise.               |
| aaet          | [ɑ̯ɑ͡æe͡ɤtˠ]                   | Oui                                                             |
| jaab          | [tʲæ͡ɑːpˠ]                   | Non                                                             |
| kom̧m̧ool tata  | [kʷɔ͡ʌmˠːʌ͡ɔː͡ɛlʲ dˠɑɑ̯dˠɑɑ̯]    | Merci beaucoup. Kom̧m̧ool signifie "merci".                       |
| kōn jouj      | [kɤ͡enʲ zʲe͡ou͡itʲ]            | De rien                                                         |
| Kūrjin        | [kɯrˠ(ɯ͡i)zʲinʲ]             | Chrétien: La religion majoritaire aux Îles Marshall.            |